# Nyúlalakúak
A nyúlalakúak (Lagomorpha) az emlősök (Mammalia) osztályának (modern rendszertanokban az Euarchontoglires öregrend Glires rajának) egy, a rágcsálókkal közeli rokonságban álló rendje, amelybe 2 élő család és mintegy 91 ma élő faj tartozik. (A hagyományos rendszertan egészen a múlt század közepéig a rágcsálók rendjének dupla metszőfogúak alrendjébe sorolta őket.)
Az üregi és a házi nyulat jellegzetes zápfogaik alapján első pillantásra a rágcsálókhoz sorolhatnánk. De éppen a fogazatban rejlik a különbség, amelyet a rokonsági kapcsolatok vizsgálata során nagyon is fontosnak ítélnek meg: a nyúlalakúak felső állkapcsában a két metszőfog mögött egy második pár is található, a fogzománc ezeket is teljesen körülöleli. A valódi rágcsálóknál csak egy pár metszőfog nő ki, amelyek az alsó állkapocs megfelelő fogaihoz illeszkednek. A külső formát a funkció határozza meg, és nem jelent szorosabb rokonságot, mint ahogy azt a nyúlalakúak kövületi maradványai is bizonyítják. A nyúlalakúakat és rágcsálókat tehát egymással párhuzamosan futó fejlődési ágnak kell tekintenünk (konvergens evolúció), és a természetes rendszertani besorolásnál el kell választanunk egymástól. A két rend számtalan további felépítés- és viselkedésbeli sajátosságban is egyértelműen elkülönül. Így például a nyúlalakúak mellső lábukat ütésre, mintegy fegyverként használják vetélytársaikkal, illetve ellenségeikkel szemben. A táplálékot viszont nem ezzel fogják meg. Mivel testfelépítésük elsősorban a menekülést szolgálja, lábuknak ilyen, többirányú felhasználása már nem volna lehetséges. Viszont a mezei nyúl futáskor olyan sebességet képes elérni, hogy még egy agár is alig tudja utolérni.
A nyúlalakúak tápanyagszegény élelmen is egészen jól megélnek: a rendkívül hosszú vakbélben a nyúllal szimbiózisban élő baktériumok ugyanis képesek a cellulóz és egyéb, a nyúl saját emésztőnedveinek ellenálló rostok bontására, és azokat értékes fehérjéik felépítése során hasznosítják. A mezei és az üregi nyúl táplálékszükséglete nagy részét ebből fedezi. Világra jöttükkor még nem rendelkeznek ezzel a fontos adottsággal, így a tápanyagok egy részéhez anyjuk ürülékéből jutnak hozzá. A nyúlfiókák egy különleges, úgynevezett lágy ürüléket fogyasztanak el, amely anyjuk vakbelében képződik, de kifejlett korban már maguk is termelik, és ezzel jelentősen javítják emésztésük hatásfokát. A normális ürülék ezzel szemben egészen más, az ismerős bogyó formában ürül, nincsenek különleges tulajdonságai, legfeljebb csak a territórium megjelölésére szolgál.
A szaglás a nyulak életében fontos szerepet játszik. A család vagy a kolónia tagjai erről ismerik fel egymást, a hierarchia rendszer is erre épül, de a házi nyúl is gondozója szagát jegyzi meg.
Valamennyi házi nyúl az üregi és nem a mezei nyúl leszármazottja. Bámulatos, hogy a néhány évszázados tenyésztés alatt az ember milyen forma- és színgazdagságot ért el: vannak hosszú, selymes bundájú angóranyulak; német óriástarkák, amelyek messze meghaladják még a nagy mezei nyúl súlyát is; de létezik hófehér törpenyúl és még sok egyéb fajta is. Újabban mezei nyulakat is kezdtek háziasítani, de ez összehasonlíthatatlanul nehezebb. Sokáig azt hitték, hogy fogságban egyáltalán nem is nevelhető.

## Rendszerezés
A rendbe az alábbi családok, alcsaládok és nemek tartoznak (a rendben manapság csak két élő család van; a két élő család fejlődése ezelőtt mintegy 40 millió évvel, a földtörténet késő eocén időszakában vált külön):
- Nyúlfélék (Leporidae) (Fischer, 1817) – 61 élő faj
  - †Archaeolaginae
    - †Archaeolagus Dice, 1917
    - †Hypolagus Dice, 1917
    - †Notolagus Wilson, 1938
    - †Panolax Cope, 1874

  - Valódi nyulak (Leporinae) Trouessart, 1880
    - †Alilepus Dice, 1931
    - Brachylagus
    - Bunolagus
    - Caprolagus Blyth, 1845
    - Lepus Linnaeus, 1758
    - Nesolagus Forsyth Major, 1899
    - †Nuralagus Quintana et. al., 2011
    - Oryctolagus Lilljeborg, 1874
    - Pentalagus Lyon, 1904
    - †Pliolagus Kormos, 1934
    - †Pliosiwalagus Patnaik, 2001
    - Poelagus
    - †Pratilepus Hibbard, 1939
    - Pronolagus Lyon, 1904
    - Romerolagus Merriam, 1896
    - †Serengetilagus Dietrich, 1941
    - Sylvilagus Gray, 1867

  - †Palaeolaginae Dice, 1929
    - †Dasyporcina Gray, 1825 - nemzetség
    - †Agispelagus Argyropulo, 1939
    - †Aluralagus Downey, 1968
    - †Austrolagomys Stromer, 1926
    - †Aztlanolagus Russell & Harris, 1986
    - †Chadrolagus Gawne, 1978
    - †Coelogenys Illiger, 1811
    - †Gobiolagus Burke, 1941
    - †Lagotherium Pictet, 1853
    - †Lepoides White, 1988
    - †Nekrolagus Hibbard, 1939
    - †Ordolagus de Muizon, 1977
    - †Paranotolagus Miller & Carranza-Castaneda, 1982
    - †Pewelagus White, 1984
    - †Pliopentalagus Gureev & Konkova, 1964
    - †Pronotolagus White, 1991
    - †Tachylagus Storer, 1992
    - †Trischizolagus Radulesco & Samson, 1967
    - †Veterilepus Radulesco & Samson, 1967
    - Bizonytalan helyzetű nemek a Palaeolaginae alcsaládban
    - †Litolagus Dawson, 1958
    - †Megalagus Walker, 1931
    - †Mytonolagus Burke, 1934
    - †Palaeolagus Leidy, 1856

- Pocoknyúlfélék (Ochotonidae) Thomas, 1897 – a családban már csak 1 élő nem van 30 fajjal
  - †Alloptox Dawson, 1961
  - †Amphilagus Tobien, 1974
  - †Bellatona Dawson, 1961
  - †Cuyamalagus Hutchison & Lindsay, 1974
  - †Desmatolagus Matthew & Granger, 1923
  - †Gripholagomys Green, 1972
  - †Hesperolagomys Clark et al., 1964
  - †Kenyalagomys MacInnes, 1953
  - †Lagopsis Schlosser, 1894
  - Ochotona Link, 1795
  - †Ochotonoides Teilhard de Jardin & Young, 1931
  - †Ochotonoma Sen, 1998
  - †Oklahomalagus Dalquest et al., 1996
  - †Oreolagus Dice, 1917
  - †Piezodus Viret, 1929
  - †Russellagus Storer, 1970
  - †Sinolagomys Bohlin, 1937
  - †Titanomys von Meyer, 1843

- †Prolagidae Gureev, 1964 - 17 kihalt faj
  - †Prolagus Pomel, 1853

- Bizonytalan helyzetű nemek a nyúlalakúak rendben
  - †Eurymylus - eddig a legősibb felfedezett nyúlalakú, Kelet-Ázsiából származik, a paleocén-eocén korok határán élhetett
  - †Eurolagus Lopez Martinez, 1977
  - †Hsiuannania Xu, 1976
  - †Hypsimylus Zhai, 1977
  - †Lushilagus Li, 1965
  - †Shamolagus Burke